# Принстон (Флорида)
Принстон (енгл. Princeton) насељено је место без административног статуса у америчкој савезној држави Флорида.

## Демографија
По попису из 2010. године број становника је 22.038, што је 11.948 (118,4%) становника више него 2000. године.
| Група             | 2000.         | 2010.          |
| Белци             | 1.811 (17,9%) | 1.857 (8,4%)   |
| Афроамериканци    | 3.283 (32,5%) | 6.775 (30,7%)  |
| Азијати           | 138 (1,4%)    | 306 (1,4%)     |
| Хиспаноамериканци | 4.792 (47,5%) | 13.416 (60,9%) |
| Укупно            | 10.090        | 22.038         |